# (28421) 1999 VH87
(28421) 1999 VH87 est un objet de la ceinture principale d'astéroïdes intérieure découvert en 1999.

## Description
(28421) 1999 VH87 a été découvert le 6 novembre 1999 à la Station Catalina, un observatoire astronomique situé dans les Monts Santa Catalina à environ 29 kilomètres au nord-est de Tucson dans l'Arizona, par le projet Catalina Sky Survey.

### Caractéristiques orbitales
L'orbite de cet astéroïde est caractérisée par un demi-grand axe de 1,93 UA, un périhélie de 1,75 UA, une excentricité de 0,09 et une inclinaison de 24,29° par rapport à l'écliptique. Du fait de ces caractéristiques, à savoir un demi-grand axe inférieur à 2 UA et un périhélie supérieur à 1,666 UA, il est classé, selon la JPL Small-Body Database, objet de la ceinture principale d'astéroïdes intérieure.

### Caractéristiques physiques
(28421) 1999 VH87 a une magnitude absolue (H) de 15,2 et un albédo estimé à 0,262.